# Saint-Cyr-du-Bailleul
Pour les articles homonymes, voir Saint-Cyr et Bailleul.
Saint-Cyr-du-Bailleul est une commune française, située dans le département de la Manche en région Normandie, peuplée de 349 habitants.

## Géographie
La commune est dans le Mortainais. Son bourg est à 5 km au sud-est de Barenton, à 7 km au nord-ouest de Passais, à 8 km au nord-est du Teilleul et à 13 km à l'ouest de Domfront.
La Sélune prend sa source sur le territoire de Saint-Cyr-du-Bailleul.
| Barenton, Husson    | Barenton                     | Saint-Georges-de-Rouelley   |
| Husson, Le Teilleul | Saint-Cyr-du-Bailleul        | Saint-Mars-d'Égrenne (Orne) |
| Le Teilleul         | Le Teilleul, Mantilly (Orne) | Saint-Mars-d'Égrenne (Orne) |

### Hydrographie
La commune est traversée par la ligne de partage des eaux entre les bassins hydrographiques Seine-Normandie et Loire-Bretagne. Elle est drainée par la Sélune, le Pont Barrabé, le ruisseau de la Franciere, le cours d'eau 01 de la Gérouardière, le cours d'eau 01 de la Menourière, le cours d'eau 02 de la Grandière, le cours d'eau 04 de la Ruaudière, le cours d'eau 14 de la Motte, le fossé 01 de la Buslière, le fossé 01 de la Durère, le fossé 01 de la Genillère, le fossé 01 de la Gravengerie, le fossé 01 de la Haie Mongodin, le fossé 01 de Lossendière, le fossé 01 du Jarossay et le fossé 10 de la Butte,,.
La Sélune, d'une longueur de 85 km, prend sa source dans la commune  et se jette  dans la Sée en limite de Courtils et de Vains, après avoir traversé 15 communes. 
Le Pont Barrabé, d'une longueur de 12 km, prend sa source dans la commune du Teilleul et se jette  dans l'Égrenne à Saint-Mars-d'Égrenne, après avoir traversé cinq communes. 

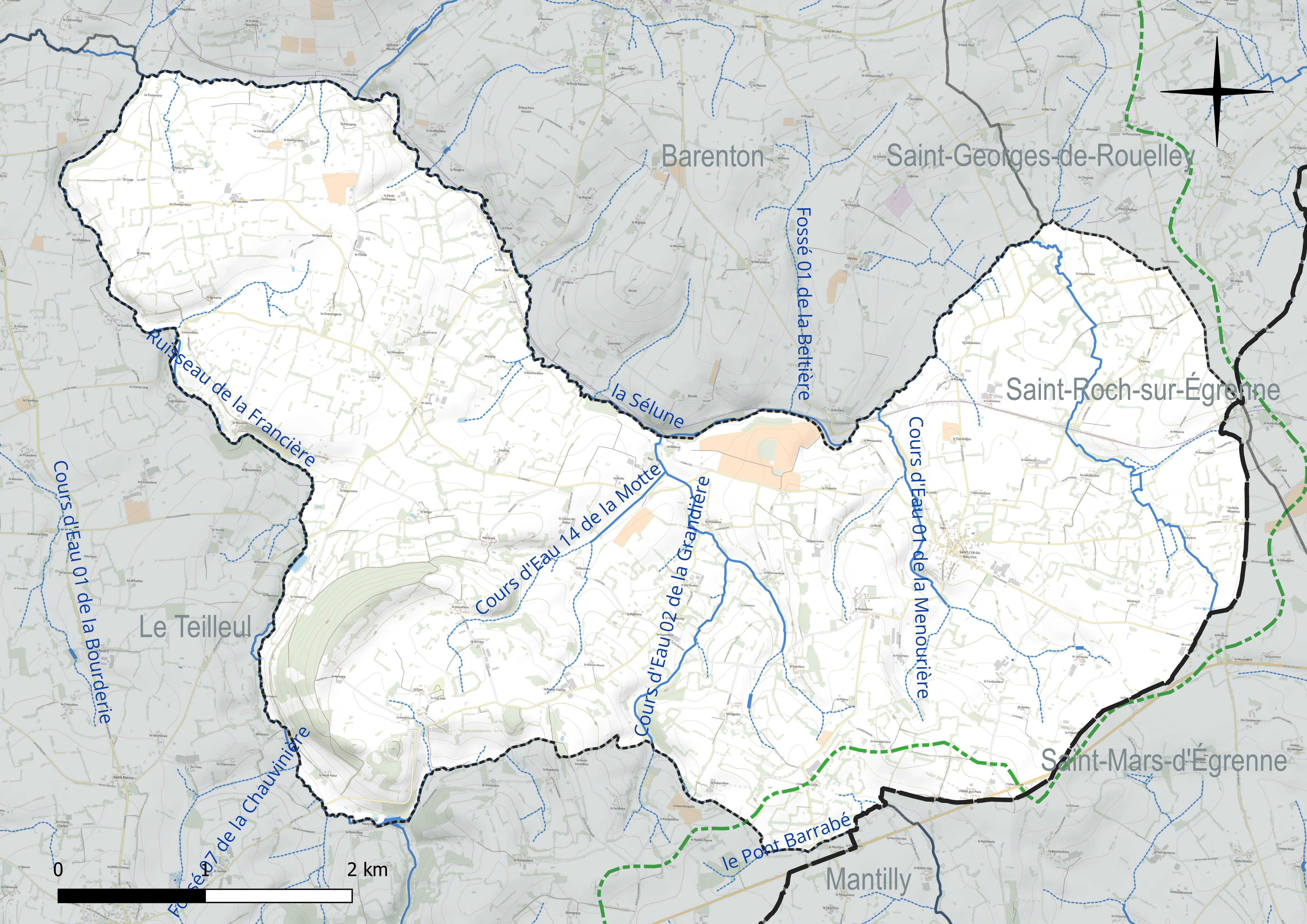
Réseau hydrographique de Saint-Cyr-du-Bailleul.

### Climat
Pour des articles plus généraux, voir Climat de la Normandie et Climat de la Manche.
En 2010, le climat de la commune est de type climat océanique franc, selon une étude du CNRS s'appuyant sur une série de données couvrant la période 1971-2000. En 2020, Météo-France publie une typologie des climats de la France métropolitaine dans laquelle la commune est exposée à un climat océanique et est dans la région climatique  Normandie (Cotentin, Orne), caractérisée par une pluviométrie relativement élevée (850 mm/a) et un été frais (15,5 °C) et venté. Parallèlement le GIEC normand, un groupe régional d’experts sur le climat, différencie quant à lui, dans une étude de 2020, trois grands types de climats pour la région Normandie, nuancés à une échelle plus fine par les facteurs géographiques locaux. La commune est, selon ce zonage, exposée à un « climat contrasté des collines », correspondant au Bocage normand, bien arrosé, voire très arrosé sur les reliefs les plus exposés au flux d’ouest, et frais en raison de l’altitude.
Pour la période 1971-2000, la température annuelle moyenne est de 10,6 °C, avec une amplitude thermique annuelle de 13,2 °C. Le cumul annuel moyen de précipitations est de 929 mm, avec 13,9 jours de précipitations en janvier et 8,1 jours en juillet. Pour la période 1991-2020, la température moyenne annuelle observée sur la station météorologique la plus proche, située sur la commune de Saint-Fraimbault à 12 km à vol d'oiseau, est de 11,2 °C et le cumul annuel moyen de précipitations est de 850,1 mm,. Pour l'avenir, les paramètres climatiques de la commune estimés pour 2050 selon différents scénarios d’émission de gaz à effet de serre sont consultables sur un site dédié publié par Météo-France en novembre 2022.

## Urbanisme

### Typologie
Au 1er janvier 2024, Saint-Cyr-du-Bailleul est catégorisée commune rurale à habitat très dispersé, selon la nouvelle grille communale de densité à sept niveaux définie par l'Insee en 2022.
Elle est située hors unité urbaine et hors attraction des villes,.

### Occupation des sols
L'occupation des sols de la commune, telle qu'elle ressort de la base de données européenne d’occupation biophysique des sols Corine Land Cover (CLC), est marquée par l'importance des territoires agricoles (97,4 % en 2018), une proportion identique à celle de 1990 (97,4 %). La répartition détaillée en 2018 est la suivante : prairies (54,8 %), zones agricoles hétérogènes (35,8 %), terres arables (6,8 %), forêts (2,6 %). L'évolution de l’occupation des sols de la commune et de ses infrastructures peut être observée sur les différentes représentations cartographiques du territoire : la carte de Cassini (XVIIIe siècle), la carte d'état-major (1820-1866) et les cartes ou photos aériennes de l'IGN pour la période actuelle (1950 à aujourd'hui).

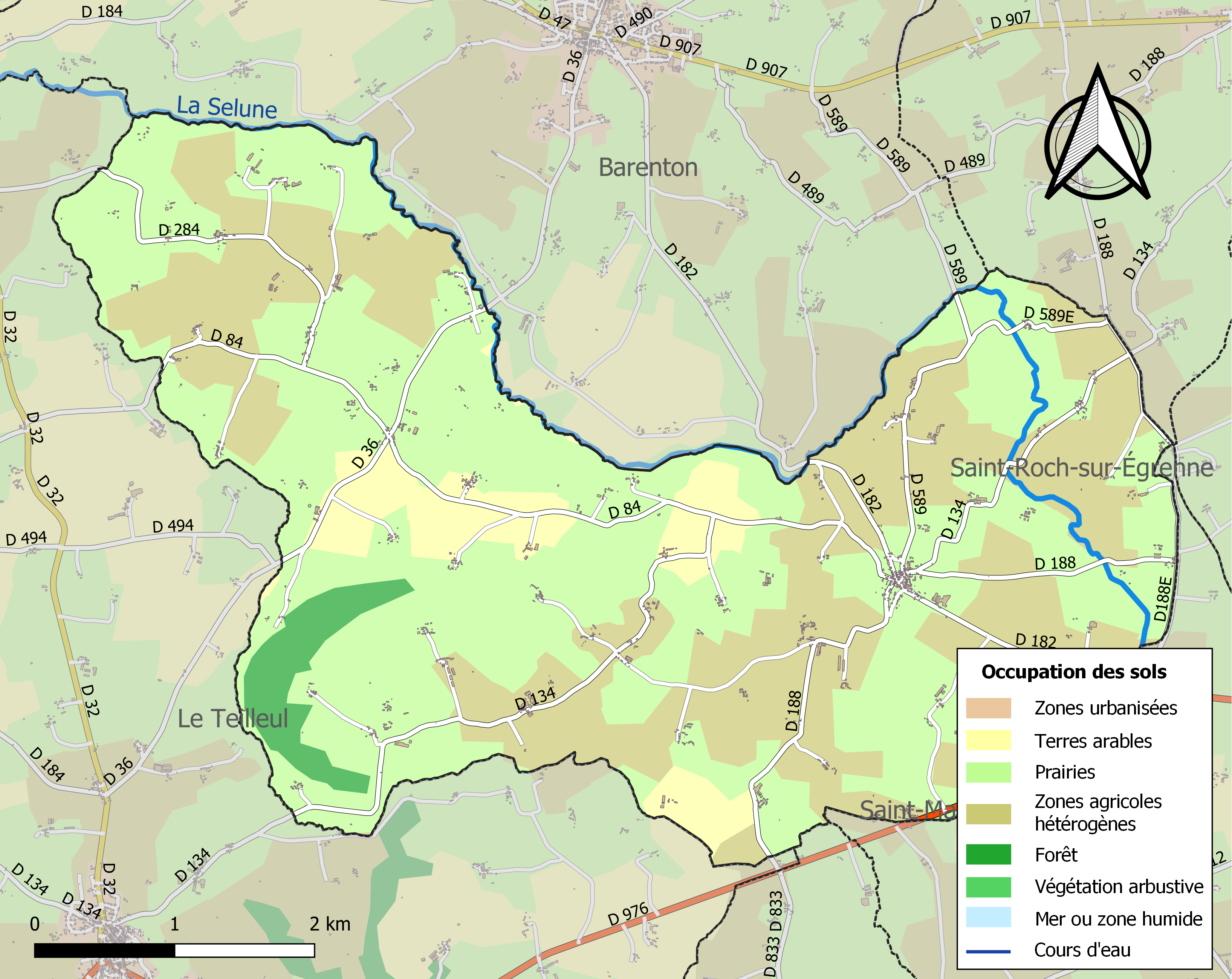
Carte des infrastructures et de l'occupation des sols de la commune en 2018 (CLC).

## Toponymie
Attesté sous la forme latinisée Sanctus Cyricus Baiolo en 1056, Sanctus Cyriacus de Battiolo sans date, puis romane Saint Cir du Bailleul en 1386.
La commune doit pour partie son nom à saint Cyr, jeune martyr chrétien du IVe siècle, fils de sainte Julitte.
Bailleul est le nom d'origine du village, associé au vocable de la paroisse. Il est issu du bas-latin baïllolu, de l'ancien français bailleul qui avait le sens de « cour, enclos ». En moyen français, le terme avait le sens de « paille hachée[réf. nécessaire]. Il remonte à un gallo-roman *BALLIU, attesté sous la forme ballium, d'origine vraisemblablement gauloise.
Le gentilé est Saint-Cyriens.

## Histoire
Lors de la Révolution, Saint-Cyr-du-Bailleul fut le théâtre d'un affrontement entre Chouans et Républicains.
L'affaire Georges Pourreau s'est déroulée dans la commune et fut jugée à la cour d'assises de la Manche, à Coutances, le 14 juin 1938.

## Politique et administration
| Période                                  | Période   | Identité                               | Étiquette | Qualité                   |
| ---------------------------------------- | --------- | -------------------------------------- | --------- | ------------------------- |
| 1813                                     | 1822      | Victor Achard de La Vente              |           | Propriétaire, cultivateur |
| 1822                                     | 1831      | Jean Levesque                          |           |                           |
| 1831                                     | 1835      | Louis Osouf                            |           |                           |
| 1835                                     | 1849      | Jean-Baptiste-Marin-François Fouilleul |           |                           |
|                                          |           |                                        |           |                           |
| 1983                                     | 1989      | Patrice Poupinet                       |           | Agriculteur               |
| 1989                                     | mars 2008 | François Desfoux                       | SE        |                           |
| mars 2008                                | En cours  | Claudine Sauvé                         | SE        | Agricultrice              |
| Les données manquantes sont à compléter. |           |                                        |           |                           |

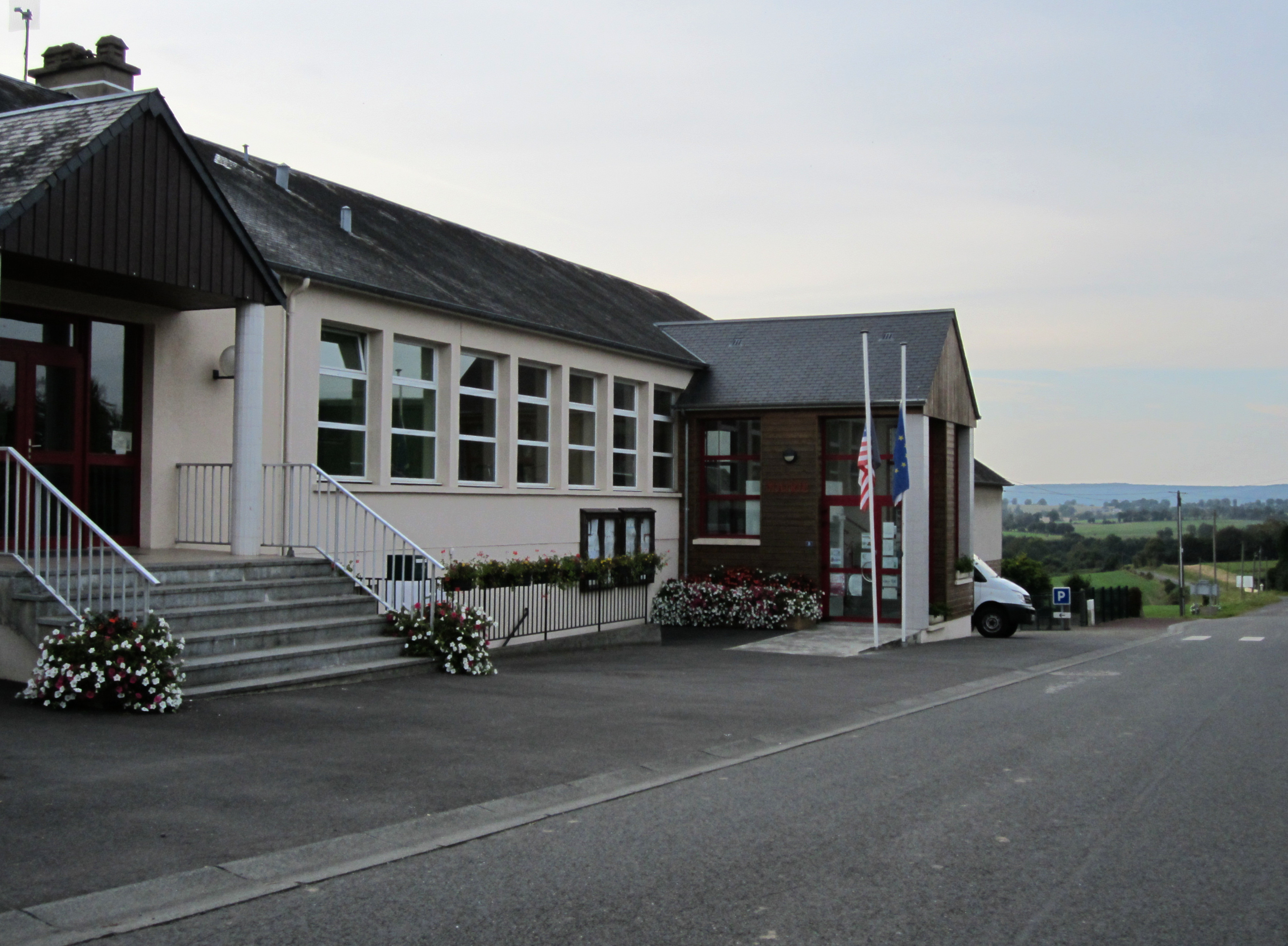
La mairie.

Le conseil municipal est composé de onze membres dont le maire et un adjoint.

## Démographie
L'évolution du nombre d'habitants est connue à travers les recensements de la population effectués dans la commune depuis 1793. Pour les communes de moins de 10 000 habitants, une enquête de recensement portant sur toute la population est réalisée tous les cinq ans, les populations de référence des années intermédiaires étant quant à elles estimées par interpolation ou extrapolation. Pour la commune, le premier recensement exhaustif entrant dans le cadre du nouveau dispositif a été réalisé en 2005.
En 2022, la commune comptait 349 habitants, en évolution de −11,42 % par rapport à 2016 (Manche : −0,31 %, France hors Mayotte : +2,11 %).
Saint-Cyr-du-Bailleul a compté jusqu'à 2 595 habitants en 1806.
| 1793  | 1800  | 1806  | 1821  | 1831  | 1836  | 1841  | 1846  | 1851  |
| ----- | ----- | ----- | ----- | ----- | ----- | ----- | ----- | ----- |
| 2 550 | 2 581 | 2 595 | 2 417 | 2 551 | 2 375 | 2 354 | 2 230 | 2 133 |

| 1856  | 1861  | 1866  | 1872  | 1876  | 1881  | 1886  | 1891  | 1896  |
| ----- | ----- | ----- | ----- | ----- | ----- | ----- | ----- | ----- |
| 1 935 | 1 754 | 1 753 | 1 633 | 1 579 | 1 505 | 1 481 | 1 651 | 1 440 |

| 1901  | 1906  | 1911  | 1921 | 1926 | 1931 | 1936 | 1946 | 1954 |
| ----- | ----- | ----- | ---- | ---- | ---- | ---- | ---- | ---- |
| 1 344 | 1 306 | 1 207 | 985  | 975  | 966  | 978  | 971  | 945  |

| 1962 | 1968 | 1975 | 1982 | 1990 | 1999 | 2005 | 2006 | 2010 |
| ---- | ---- | ---- | ---- | ---- | ---- | ---- | ---- | ---- |
| 858  | 699  | 660  | 625  | 490  | 444  | 427  | 428  | 406  |

| 2015 | 2020 | 2022 | - | - | - | - | - | - |
| ---- | ---- | ---- | - | - | - | - | - | - |
| 393  | 354  | 349  | - | - | - | - | - | - |

## Lieux et monuments

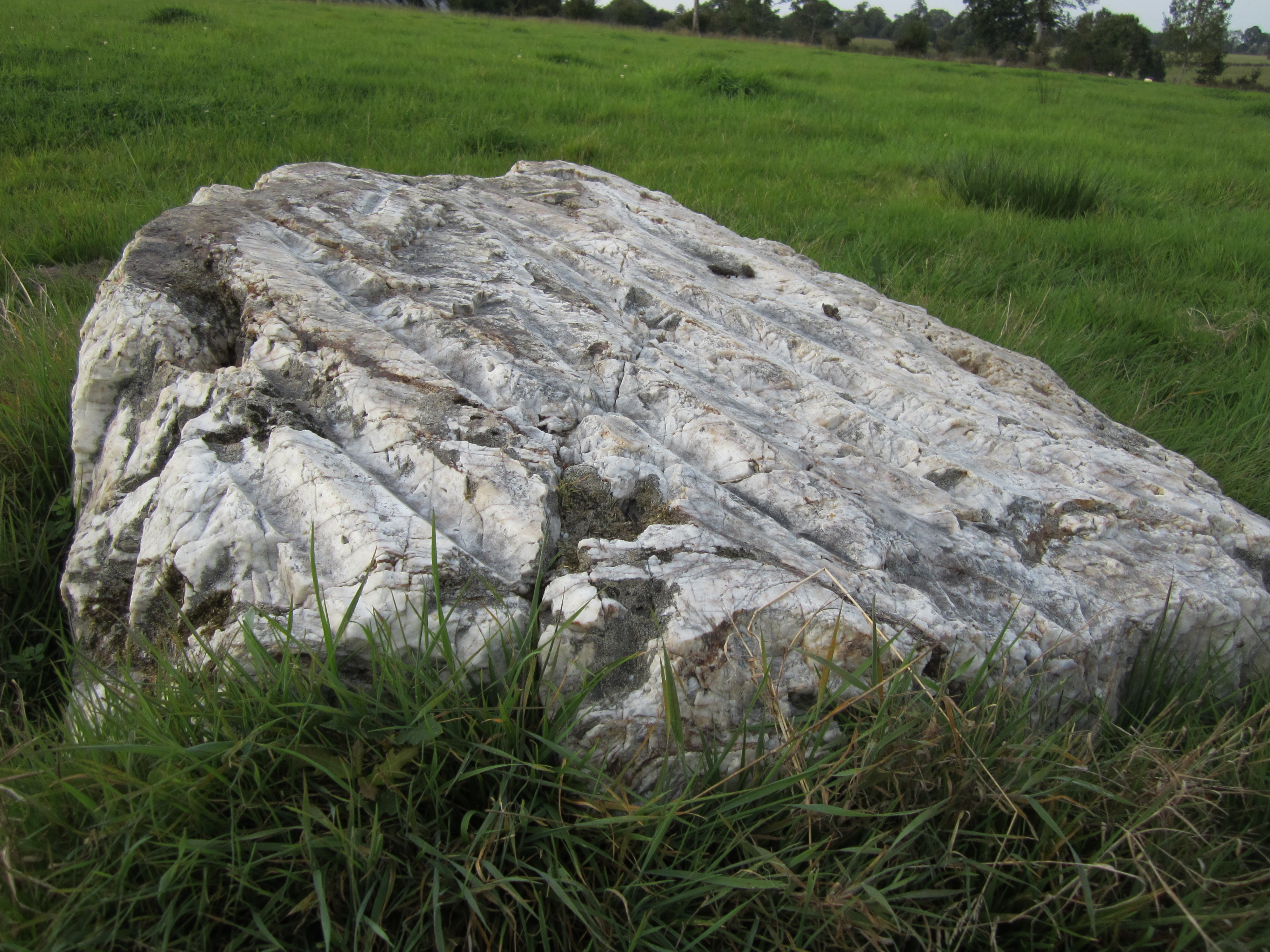
La pierre Saint-Martin.

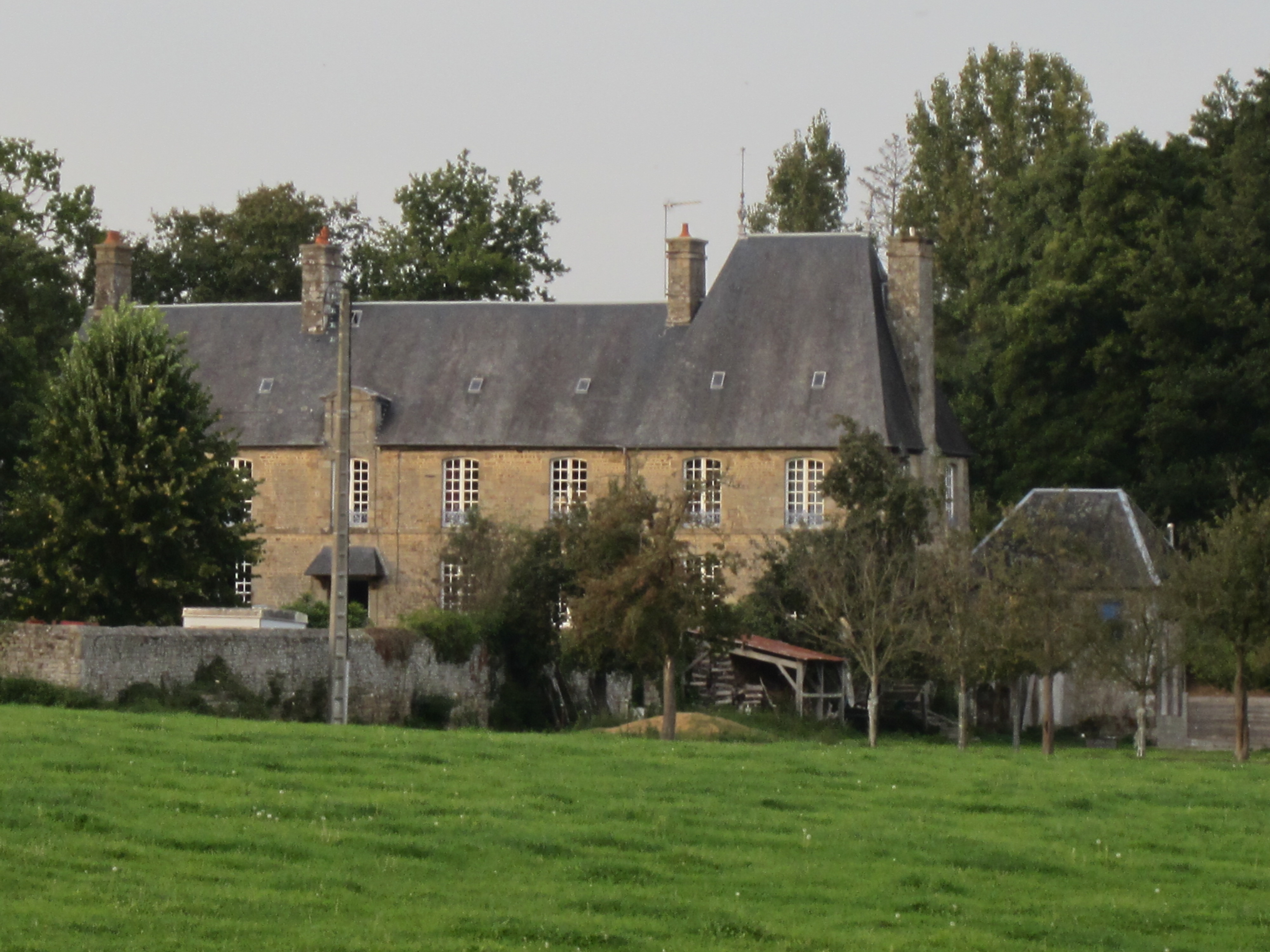
Le château de la Motte.

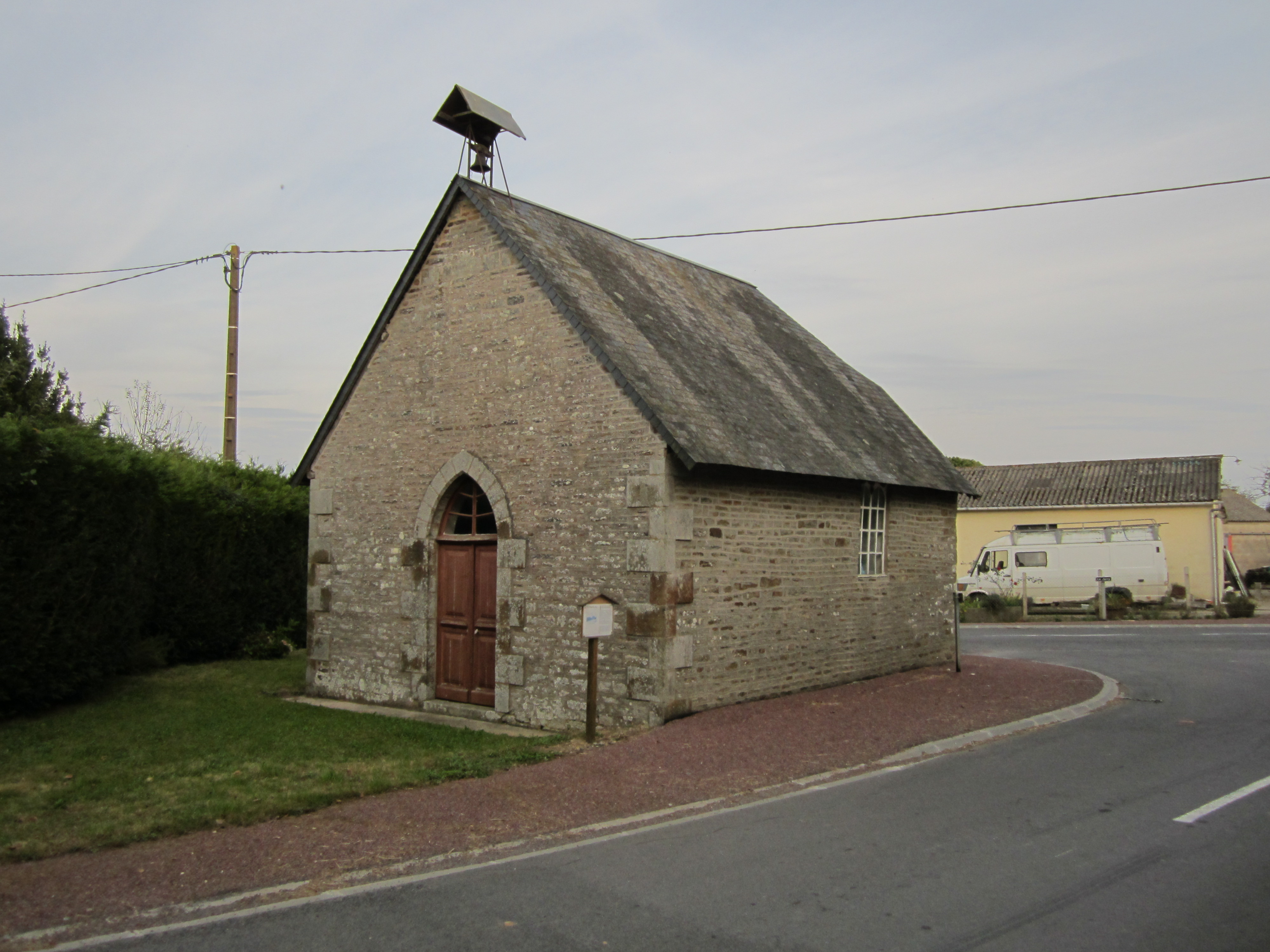
La chapelle du Jarry.

- Pierre Saint-Martin., Polissoir au lieu-dit la Gévraisière classé au titre des monuments historiques par décret du 5 décembre 1977[44].
- Église Saint-Cyr-et-Sainte-Julitte (XIIe, XVIe – XVIIIe siècles) avec un transept daté de 1775. L'édifice est dédié au martyr chrétien du IVe siècle et à sa mère. Au XIIe siècle, le chevalier Guérin du Bailleul donna l'église aux moines de Saint-Magloire-de-Léhon. Guillaume et Eudes, ses fils, en dépouillèrent les moines car un acte signé de 1191 précise que l'église est revenue au curé de la paroisse[45].

L'église abrite des fonts baptismaux du XVIIe, un sarcophage (1980), onze verrières figurées du XXe : sept de Georges Sagot et quatre de Henri Mazuet, une Vierge à l'Enfant du XVIIIe et une verrière décorative du XVe classée au titre objet aux monuments historiques.
- Manoir du Bailleul (XVIe – XVIIe siècles).
- Château de la Motte ou de Montenay (XVIIIe siècle), voisin du précédent.
- Maisons aux linteaux datés dont un de 1732 et bel ensemble de maisons en pierre autour de l'église.
- Chapelle du Jarry (XVIIe – XIXe siècles).
- Chapelle de la Hamelinière (XIXe siècle).
- Croix de l'ancien cimetière (1657) place de l'église.
- Croix de chemin du XIXe siècle sur la RD 589.

## Personnalités liées à la commune
Bien qu'étant né à Rouen, le peintre Théodore Géricault est lié à la commune puisqu'elle est le berceau familial (il existe au nord du bourg le lieu-dit Hôtel Géricault).